# 얼리맨
《얼리맨》(영어: Early Man)은 2018년 개봉한 영국의 스톱 모션 코미디 모험 애니메이션 영화이다. 아드먼 애니메이션에서 제작하고, 《치킨 런》과 《월레스와 그로밋》로 잘 알려진 닉 파크가 감독, 마크 버튼과 존 오'패럴이 각본을 썼다. 주인공 도그의 목소리는 에디 레드메인이 맡았다. 2018년 1월 26일 영국에서 개봉되었다.

## 줄거리
선사 시대의 생물들과 털이 많은 맘모스들이 지구를 배회했을 때를 배경으로 도그 (에디 레드메인)의 이야기와 함께 또한 그들의 부족을 단결 시켜서 친구인 호그놉과 팀을 이뤄 강력한 적군의 로드 루치(톰 히들스턴)의  청동기 시대 도시에 대항하고 그들의 터전을 구한다.

## 출연진
- 에디 레드메인 - 도그 역[2]
- 톰 히들스턴 - 로드 누치 역[3]
- 메이지 윌리암스 - 구나 역[4]
- 티머시 스폴 - 추장 보르너 역[5]
- 무트야 부에나 - Almha Mhic Gille Fhaoláin 역
- 톰 하디 - 실이 구스 역
- 데미안 루이스 - 허니 번스 역
- 프레야 메이버 - 스윗킨스 역
- 리차드 아요아데 - 트리보르 역[5]
- 셀리나 그리피스 - 마그마 역[5]
- 조니 베가스 - 에스보 역[5]
- 마크 윌리엄스 - 배리 역[5]
- 지나 야셔 - 그라베예 역[5]
- 사이몬 그린놀 - 에마크 역[5]
- 닉 파크 - 호그놉 역
- 미리암 마고리스 - 우피파 여왕 역
- 롭 브라이든 - 브라이언 역
- 케이반 노박 - 디노 역

## 한국판 성우진
- 남도형 - 더그 역 (한국어 더빙)
- 박상훈 - 누스 역 (한국어 더빙)
- 홍진욱 - 호그놉 역 (한국어 더빙)
- 김소희 - 구나 역 (한국어 더빙)

## 제작
2007년 6월 18일, 아드먼 애니메이션은 두 번째 《월리스와 그로밋》 연극 영화가 아닌 제목 미정의 닉 파크 감독 프로젝트를 발표했다. 2015년 5월 6일, 스튜디오카날이 5,000만 달러 예산의 스톱모션 애니메이션 영화 《얼리맨》의 제작비을 지원하고 배급을 맡을 것이라고 발표되었다. 스튜디오카날과 아드먼 애니메이션은 다시 팀을 꾸렸다.
2016년 5월 9일, 영화가 제작 되는 동안 스튜디오에사는 첫 스틸사진과 주인공 도그 목소리 역할에 에디 레드메인이 캐스팅 확정되었다고 발표하였다. 영국 영화 협회는 이 영화의 파트너이기도 하며, 내셔널 로터리에서 영화에 자금을 지원하고 있다. 2016년 10월 19일, 스튜디오카날은 악당 로드 누치 역할에 톰 히들스턴이 캐스팅 되었다고 발표했다.

## 개봉
2018년 1월 26일 영국에서 개봉되었다.